# Buccinigo
Buccinigo (Busnigh in dialetto brianzolo, AFI: [byzˈniːk]) è un quartiere o frazione geografica del comune italiano di Erba posta ad ovest del centro abitato, verso Albavilla.

## Storia
Buccinigo fu un antico comune del Milanese.
Registrato agli atti del 1751 insieme alla cascina di Molena come un villaggio di 215 abitanti incluso nella Pieve di Incino, nel 1786 entrò per un quinquennio a far parte della Provincia di Como, per poi cambiare continuamente i riferimenti amministrativi nel 1791, nel 1797 e nel 1798, quando contava 409 residenti.
Portato definitivamente sotto Como nel 1801, alla proclamazione del Regno d'Italia nel 1805 risultava avere 585 abitanti. Nel 1809 il municipio fu soppresso su risultanza di un regio decreto di Napoleone che lo unì a Villalbese, ma il Comune di Buccinigo fu restaurato nel 1816 dagli austriaci dopo il loro ritorno. Nel 1853 risultò essere popolato da 552 anime, salite a 606 nel 1871. Il censimento del 1921 registrò 870 residenti, ma nel 1927 il regime fascista decise la definitiva soppressione del municipio aggregandolo ad Erba.

## Monumenti e luoghi d'interesse

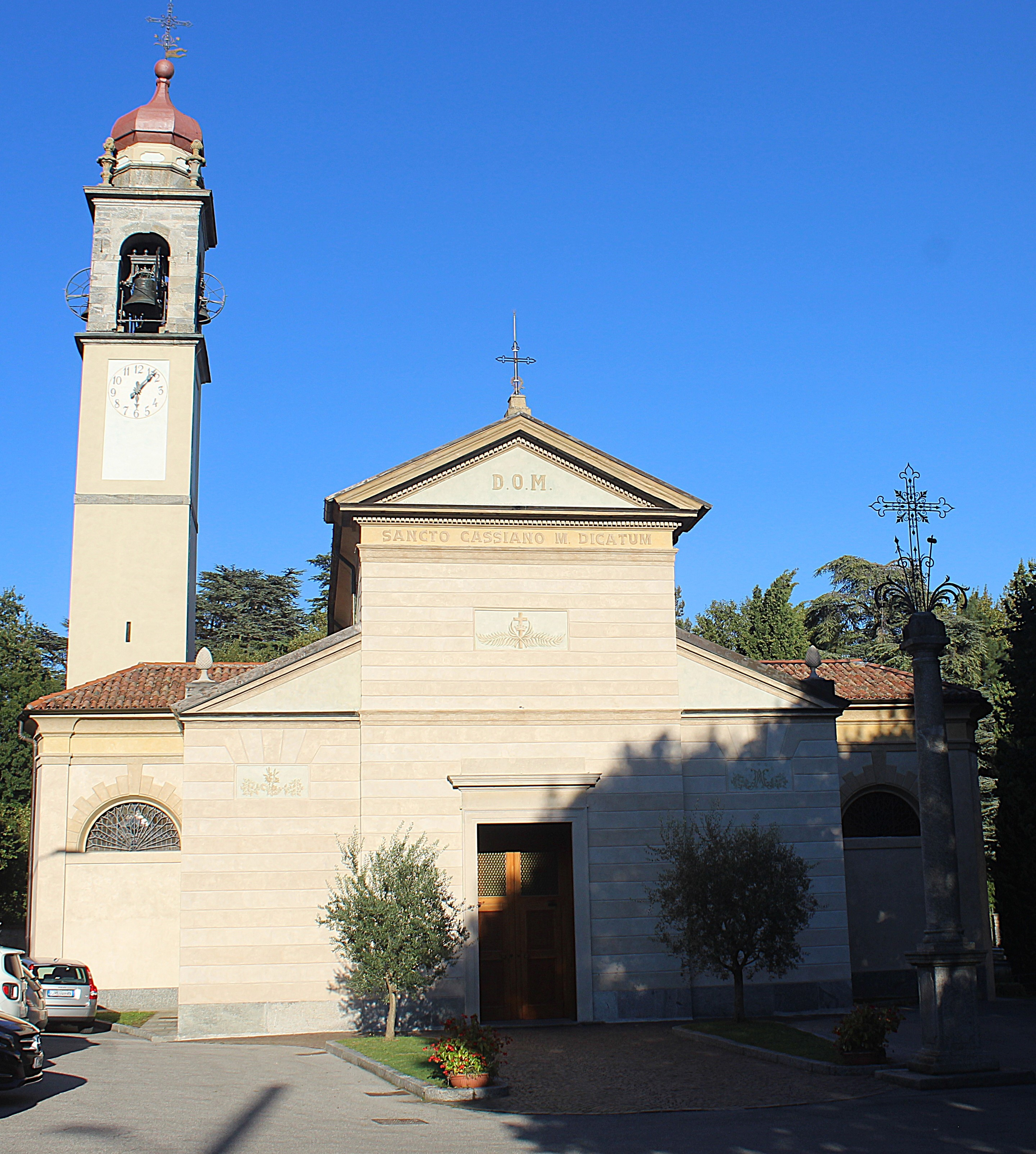
Chiesa di S. Cassiano

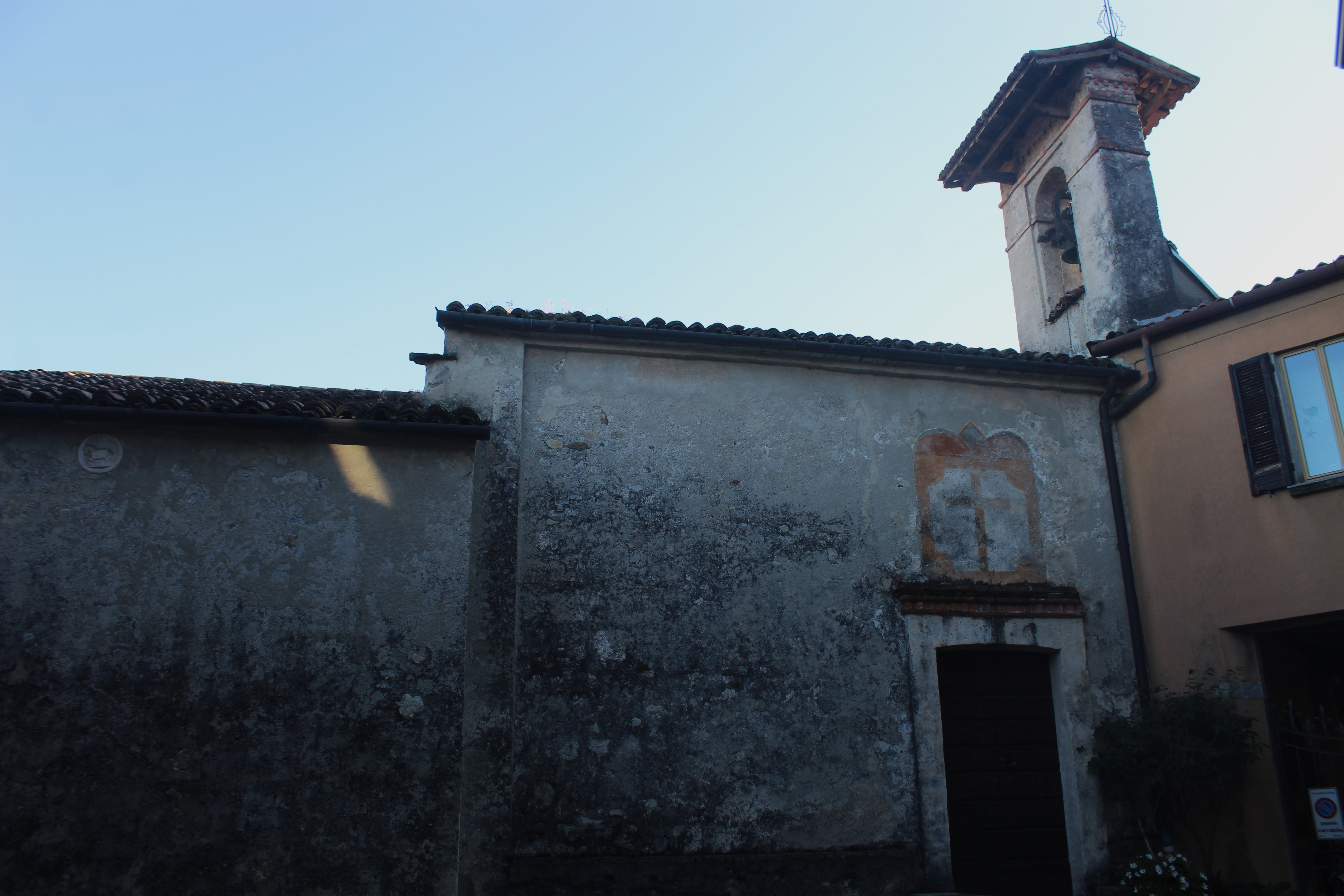
Oratorio di S. Pietro

- Chiesa di San Cassiano
- Oratorio di San Pietro

## Infrastrutture e trasporti
Fra il 1912 e il 1955 la località era servita da una fermata posta lungo la Tranvia Como-Erba-Lecco.